# 奇异狸藻组
奇异狸藻组（学名：Utricularia sect. Mirabiles）为狸藻属下的一组。其下的两个物种都为小型或种下流水植物食虫植物，且为委内瑞拉的特有种。1989年，彼得·泰勒基于假根、捕虫囊、花冠距及种子的不同而从无囊狸藻组（Avesicaria）中分出两个物种发表了该组的描述。